# Я люблю (фільм, 1936)
«Я люблю» — драма 1936 року режисера Леоніда Лукова, знята за мотивами однойменного роману Олександра Авдєєнка. Деякими кінознавцями вважається першим ігровим фільмом про Донбас.
Займає 41-у позицію у списку 100 найкращих фільмів в історії українського кіно.

## Сюжет
Російська імперія ХІХ століття. Злиденний Никанор (Олександр Чистяков) залишає своє село і стає шахтарем на Донбасі. Його син Остап (Іван Чувельов) також влаштовується гірняком та працює на шахті протягом тридцяти років, проте після раптового звільнення батька він усвідомлює, що державний лад потребує докорінних змін.

## У ролях
- Олександр Чистяков — Никанор, старий шахтар
- Іван Чувельов — Остап, син Никанора
- Володимир Гардін — власник шахти
- Наталія Ужвій — Горпина, дружина Остапа
- Олександр Антонов — Гарбуз, місцевий революціонер